# Igneocnemis odobeni
Igneocnemis odobeni – gatunek ważki z rodziny pióronogowatych (Platycnemididae). Endemit Filipin, stwierdzony tylko w południowo-wschodniej części wyspy Luzon oraz na Catanduanes. Opisał go (pod nazwą Risiocnemis odobeni) Matti Hämäläinen w 1991 roku w oparciu o okazy muzealne; holotyp to samiec odłowiony w prowincji Camarines Sur na Luzonie, data odłowu nieznana.